# Список объектов всемирного наследия ЮНЕСКО в Бенине
В списке объектов всемирного наследия ЮНЕСКО в Бенине значится 2 наименования. 1 объект включён в список по культурным критериям и 1 — по природным критериям. В предварительном списке числятся 6 наименований, в том числе 5 культурных объектов и 1 смешанный (по состоянию на 2021 год).

## Список
| # | Изображение | Название                                               | Местоположение                                                     | Время создания | Год внесения в список   | №       | Критерии |
| - | ----------- | ------------------------------------------------------ | ------------------------------------------------------------------ | -------------- | ----------------------- | ------- | -------- |
| 1 |             | Королевские дворцы Абомея                              | Департамент Зу Город Абомей                                        | 1625−1900      | 1985 2007               | 323     | iii, iv  |
| 2 |             | Комплекс национальных парков Пенджари, Арли и Дубль-Ве | Департаменты Атакора, Алибори (Совместно с Нигером и Буркина-Фасо) | —              | 1996, 2017 (расширение) | 749     | ix, x    |
| 3 |             | Кутаммаку                                              | Департамент Атакора - Северо-восток Того                           |                | 2004 2023               | 1140bis | v, vi    |

## Предварительный список
В таблице объекты расположены в порядке их добавления в предварительный список. В данном списке указаны объекты, предложенные правительством Бенина в качестве кандидатов на занесение в список всемирного наследия.
| # | Изображение | Название                                                | Местоположение                                | Время создания | Год внесения в предварительный список | №    | Критерии |
| - | ----------- | ------------------------------------------------------- | --------------------------------------------- | -------------- | ------------------------------------- | ---- | -------- |
| 1 |             | Город Порто-Ново: старые кварталы и Королевский дворец  | Департамент Веме                              | XVI век        | 1996                                  | 871  | v, vi    |
| 2 |             | Национальный парк W и народные жилища в северном Бенине | Бенин Буркина-Фасо Нигер                      |                | 1996                                  | 872  | iii, iv  |
| 3 |             | Подземная деревня Агонгойнто-Цонгоудо                   | Департамент Зу                                | XVI век        | 1998                                  | 988  | i, iv    |
| 4 |             | Нижнее течение реки Веме                                | Департамент Атлантический                     | XVIII век      | 2020                                  | 6481 | v, ix    |
| 5 |             | Кутаммаку — земля народа батаммариба (расширение)       | Департамент Атакора                           |                | 2020                                  | 6482 | v, vi    |
| 6 |             | Маршруты работорговли в Бенине                          | Департаменты Атлантический, Зу, Плато, Коллин | XVI — XIX века | 2021                                  | 6512 | iv, vi   |